# Maila Talvio
Maila Mikkola, pseudonymen Maila Talvio, född Winter 17 oktober 1871 i Gustav Adolfs, Tavastland, död 6 januari 1951 i Helsingfors, var en finländsk författare. Hon var från 1893 gift med Jooseppi Julius Mikkola.

## Biografi
Maila Talvio bedrev ett omfattande författarskap, innefattade smärre teaterpjäser, tal, noveller och romaner. Hon hade stort intresse för politiska och sociala frågor, särskilt finskhetsidén och nykterhetsfrågan, och hon tvekade inte att ställa sin konst i tendensens tjänst.
Hennes produktion gick till en början från berättelsesamlingen Nähtyä ja tunnettua ("Sett och känt", 1896), via novellerna Aili (1897) och Kaksi rakkautta ("Dubbel kärlek", 1898), till den stora romanen Pimeänpirtin hävitys ("Ödemarkstorpets undergång", 1901), med en kraftig realism gestaltad, mycket betydande skildring av den fattigaste lantbefolkningens liv. I romanen Juha Joutsia ("Johan Joutsia", 1903) och novellen Muuan äiti ("En mor", 1904) började tendensen ta överhand för att i skådespelet Kauppaneuvoksen kuoltua ("Efter kommerserådets död", 1905) och romanen Louhilinna (ungefär "Borgen", 1906) segra över formen. Pimeän pirtin hävitys (1901) fick på svenska titeln Förödelsen (1914).
Romanen Tähtien alla ("Under stjärnorna", 1910) uppvisade dock ett begynnande psykologiskt intresse hos författaren. Av hennes senare romaner kan nämnas Yölintu ("Nattfågeln", 1913), Niiniven lapset (1915; Ninives barn), Elämän kasvot ("Livets anlete", 1916), Kultainen lyyra ("Den gyllene lyran", 1916), en tendensroman från den kvinnliga studentvärlden, Silmä yössä ("Ögat i natten", 1917), Kurjet (1919; "Tranorna"), Kihlasormus (1921; "Förlovningsringen"), Kirkonkello (1922; "Kyrkklockan") och Linnoituksen iloiset rouvat (1941, svensk översättning Muntra fruarna på Sveaborg, 1942). 
Maila Talvios verkade för sina idéer också som journalist och som talare; Puheita ("Tal", 1908) är en samling av hennes tal. Hon var även verksam som översättare. År 1947 gav hon sina ungdomsminnen under titeln Rukkaset ja kukkaset.
Under andra världskriget var Maila Talvio mycket tyskvänlig och tilldelades 1940 Henrik Steffenpriset i Hamburg. Samma år erhöll hon även Aleksis Kivipriset.
Hon är begravd på Sandudds begravningsplats i Helsingfors.

## Svenska översättningar
- Johan Ludvig Runeberg (översättning L. Saxén, 1901)
- Förödelsen (översättning Holger Nohrström, 1914)
- Ninives barn (översättning Holger Nohrström, Bonnier, 1915)
- Tranorna (översättning Hagar Olsson, Bonnier, 1921)
- Förlovningsringen (översättning Ester Hjelt, 1922)
- Kyrkklockan (översättning Lisbeth Hagfors, Bonnier, 1923)
- Kärlek (Kaksi rakkautta) (översättning Runar Schildt, Bonnier, 1924)
- Muntra fruarna på Sveaborg (Linnoituksen iloiset rouvat) (översättning Anna Bondestam, Dagens böcker, 1942)